# Cyrus Hall McCormick
Cyrus Hall McCormick (ur. 15 lutego 1809 w hrabstwie Rockbridge, w Wirginii, zm. 13 maja 1884 w Chicago) – amerykański wynalazca i założyciel spółki McCormick Harvesting Machine Co., która w 1902 stała się częścią International Harvester Company.
Urodził się na rodzinnej farmie w hrabstwie Rockbridge w stanie Wirginia w Dolinie Shenandoah, leżącej po zachodniej stronie Pasma Błękitnego. Jego rodzicami byli Mary Ann Hall i Robert Hall McCormick. Miał dwóch braci: Leander J. McCormick i William Sanderson McCormick. Ojciec Cyrusa opatentował wczesną wersję żniwiarki, która okazała się porażką, jednak Cyrus kontynuował pracę ojca i niedługo potem przedstawił udoskonaloną wersję maszyny.

## Żniwiarka

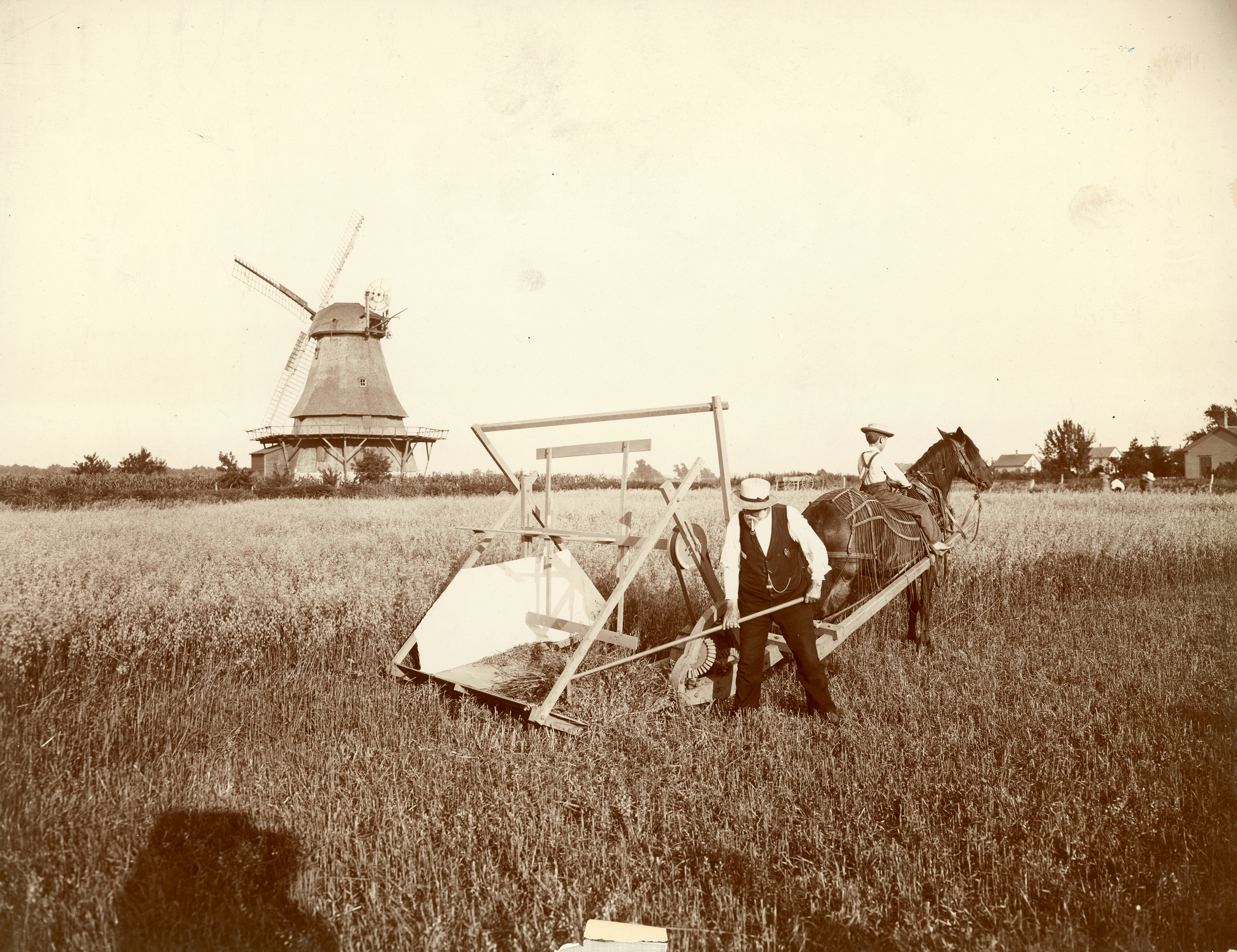
Żniwiarka McCormicka podczas prezentacji

Jego ojciec, wynalazca Robert Hall McCormick pracował przez 28 lat nad konną żniwiarką. Niestety nie był w stanie ukończyć projektu i przerwał pracę. Projekt podarował Cyrusowi, który w 18 miesięcy przygotował ostateczną wersję żniwiarki. Maszyna została zaprezentowana w praktyce w 1831, a następnie opatentowana przez Cyrusa w 1834 r.
W 1839 r. Cyrus i jego brat Leander przenieśli się do Chicago, gdzie zajęli się masową produkcją sprzętu rolniczego. W 1849 do interesu dołączył drugi brat, William. Żniwiarka Cyrusa weszła na rynek akurat, gdy rozwój kolei pozwalał prowadzić dystrybucję na szeroką skalę, nawet na bardzo odległych rynkach. Cyrus McCormick zaczął wprowadzać marketing i techniki sprzedaży, np. stworzył rozległą sieć przedstawicieli handlowych, którzy prezentowali możliwości sprzedawanych maszyn potencjalnym klientom w terenie.
W 1876 r. Cyrus McCormick skonstruował także snopowiązałkę, która mogła nie tylko kosić i odkładać zboże, ale i jednocześnie je wiązać.

## Nagrody
Wynalazek Cyrusa otrzymał wiele nagród i medali, a sam wynalazca został wybrany członkiem korespondencyjnym Francuskiej Akademii Nauk „za dokonanie dla rolnictwa, więcej niż jakikolwiek inny człowiek”. Wynalezienie żniwiarki uczyniło rolnictwo o wiele bardziej wydajnym i spowodowało światowe przeniesienie się siły roboczej z farm do miast. W 1851 r. żniwiarka otrzymała Złoty Medal na Wielkiej Wystawie w Londynie. Cyrus McCormick ma swój pomnik przed kampusem Washington and Lee University w Lexington w Wirginii.

## Śmierć
McCormick zmarł w Chicago w 1884 r. Przez około 3 ostatnie lata życia był inwalidą. Jego ostatnie słowa brzmiały „Praca, praca, praca.” Spółkę przejął jego wnuk, Cyrus Hall McCormick III. Fabryki McCormicka stały się później miejscem strajków pracowników miejskich, które doprowadziły do zamieszek na Haymarket Square. Jedną z przyczyn strajków były niskie zarobki, na poziomie 9 dolarów na tydzień.